# Санта-Роса (Боливар)
Санта-Роса (исп. Santa Rosa) — город и муниципалитет на севере Колумбии, на территории департамента Боливар.

## История
Поселение, из которого позднее вырос город, было основано касиком Алипаей 3 июля 1735 года.

## Географическое положение

Муниципалитет Санта-Роса

Город расположен в северной части департамента, в пределах Прикарибской низменности, на расстоянии приблизительно 9 километров к северо-востоку от города Картахена, административного центра департамента. Абсолютная высота — 44 метра над уровнем моря.
Муниципалитет Санта-Роса граничит на севере с территорией муниципалитета Клеменсия, на востоке — с муниципалитетом Вильянуэва, на юге — с муниципалитетом Турбако, на западе — с муниципалитетом Картахена. Площадь муниципалитета составляет 154 км².

## Население
По данным Национального административного департамента статистики Колумбии, совокупная численность населения города и муниципалитета в 2015 году составляла 12 540 человек.
Динамика численности населения муниципалитета по годам:
| 2005   | 2006   | 2007   | 2008   | 2009   | 2010   | 2011   | 2012   | 2013   | 2014   | 2015   |
| ------ | ------ | ------ | ------ | ------ | ------ | ------ | ------ | ------ | ------ | ------ |
| 11 714 | 11 750 | 11 823 | 11 900 | 11 980 | 12 059 | 12 148 | 12 250 | 12 340 | 12 443 | 12 540 |

Согласно данным переписи 2005 года мужчины составляли 52,5 % от населения Санта-Росы, женщины — соответственно 47,5 %. В расовом отношении белые и метисы составляли 67,9 % от населения города; негры, мулаты и райсальцы — 32 %; индейцы — 0,1 %.
Уровень грамотности среди всего населения составлял 82,2 %.

## Экономика
Основу экономики Санта-Росы составляет сельское хозяйство.

57,6 % от общего числа городских и муниципальных предприятий составляют предприятия торговой сферы, 37 % — предприятия сферы обслуживания, 4,8 % — промышленные предприятия, 0,6 % — предприятия иных отраслей экономики.

## Транспорт
К западу от города проходит национальное шоссе № 90 (исп. Ruta Nacional 90).